# Yves Klein
Yves Klein (Nice, 28 de abril de 1928 - 6 de junho de 1962) foi um artista francês e é considerado uma figura importante da arte europeia após a Segunda Guerra Mundial. Críticos da época o classificavam como neodadaísta, embora outros críticos importantes discordassem, tal como Thomas McEvilley, em um ensaio publicado pela revista Artforum em 1982, que o classifica como um precursor da arte contemporânea, embora “enigmático”.

## Biografia
Klein nasceu em Nice, no departamento francês dos Alpes Marítimos. Seus pais, Fred Klein e Marie Raymond, eram pintores. De 1942 a 1946, Klein estudou na Escola Nacional da Marinha Mercante e na Escola Nacional de Línguas Orientais e iniciou a prática do judô. Nesta época, ele tornou-se amigo de Arman Fernandez e Claude Pascal e começou a pintar. Klein compôs sua primeira sinfonia monotônica em 1947. Durante os anos de 1948 a 1952 ele viajou à Itália, ao Reino Unido, à Espanha e ao Japão. Em 1955, Klein estabeleceu-se definitivamente em Paris, onde apresentou uma exibição individual no Club des Solitaires. Suas pinturas monocromáticas foram exibidas na Galeria Colette Allendy e na Galeria Iris Clert em Paris, 1956. Em 1960 fundou o movimento Nouveau réalisme (Novo Realismo) conjuntamente com o crítico de arte Pierre Restany. Klein morreu em Paris de infarto do miocárdio em 1962 com 34 anos, pouco antes do nascimento de seu filho de sua amante, Roze Mary. Dois meses após a morte de Klein, nasceu o hoje artista plástico Yves Amu Klein, que trabalha com esculturas robóticas.

## Obra

### Trabalhos monocromáticos

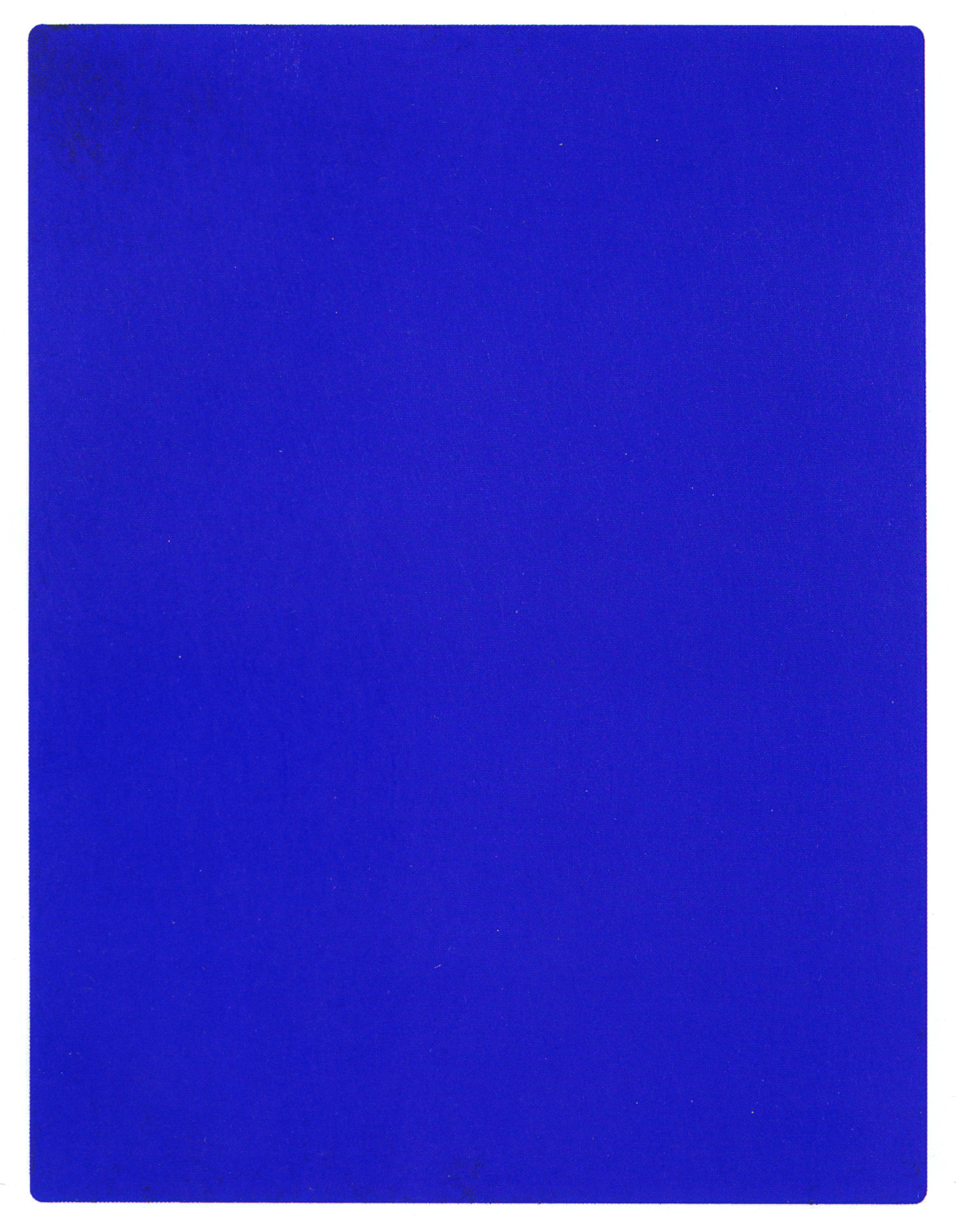
IKB 191, 1962 (uma das pinturas monocromáticas em que Yves Klein usou o International Klein Blue)

Muitas de suas primeiras pinturas eram monocromáticas, mas sem fixar-se em uma única cor. Ao final da década de 1950 seus trabalhos monocromáticos tornaram-se quase exclusivamente produzidos em um matiz azul intenso, que ele patenteou como International Klein Blue (IKB, =PB29, =CI 77007), embora a cor jamais tenha sido produzida comercialmente.
Paralelamente às pinturas convencionais, em diversos trabalhos Klein utilizou-se de modelos nuas cobertas com tinta azul moviam-se ou imprimiam-se sobre telas para formar a imagem, utilizando as modelos como “pincéis vivos”. Este tipo de trabalho ele denominou de “Antropometria”. Outras pinturas com este método de produção incluem “gravações” de chuva que Klein realizou dirigindo na chuva a mais de 100 km/h com uma tela atada no teto de seu carro, e telas com formas provocadas por sua queima com jatos de fogo.
Klein e Arman estiveram vinculados sob vários aspetos, tanto através da sua ligação ao Nouveau réalisme quanto amigos. Ambos de Nice, os dois trabalharam juntos por várias décadas e Arman chegou a colocar o nome de Yves Klein em um de seus filhos.
Algumas vezes a criação de suas pinturas se transformava em um tipo de performance (em um evento em 1960, por exemplo, havia uma plateia vestida a rigor observando modelos realizarem suas tarefas enquanto um grupo de músicos executavam “A Sinfonia Monotônica” de Klein, de 1949, que consistia de uma única nota.

### Obra imaterial
| “ | Recentemente meu trabalho com a cor levou-me, apesar de mim mesmo, a procurar pouco a pouco, com alguma assistência (do observador, do intérprete), a realização da matéria, e eu decidi pôr um fim à guerra. Minhas pinturas agora são invisíveis e eu gostaria de exibi-las, de um modo claro e positivo, em minha próxima exibição na Iris Clert. | ” |

Em outro ato que tornou-se conhecido da arte de Yves Klein, ele ofereceu e coordenou a venda de espaços vazios na cidade em troca de ouro. Ele desejava que os compradores experimentassem “o Vazio” vendendo-lhes espaços vazios. De seu ponto de vista, esta experiência somente poderia ser paga com o mais puro material: o ouro. Para restabelecer a “ordem natural” que ele desequilibrou pela venda dos espaços vazios (que agora não eram mais “vazios”), Klein jogou o ouro que recebeu no rio Sena.

### Obras aéreas
Klein é também conhecido como fotografo. Saut dans le vide (Salto no Vazio) , que aparentemente mostra-o pulando um muro, braços abertos, em direção da calçada. Klein utilizou a fotografia como evidência de sua capacidade de realizar uma viagem lunar sem auxílio. De fato, Saut dans le vide foi publicada como parte de panfleto de Klein (o artista do espaço) denunciando as expedições lunares da NASA como arrogantes e estúpidas.
O trabalho de Klein gira em torno de um conceito influenciado pela tradição Zen que ele denomina le Vide ou em português: “o Vazio”. O Vazio de Klein é um estado similar ao nirvana, livre de influências do mundo, uma zona neutra em que as pessoas são induzidas a concentrar-se em suas próprias sensações e na “realidade”, e não na “representação”. Klein apresentou sua obra sob formas que a arte é reconhecida, pinturas, um livro, uma composição musical, mas removendo o conteúdo esperado destas formas, pinturas sem imagens, um livro sem palavras, uma composição musical sem composição de fato, restando apenas o meio de expressão artística, tal como ele é. Desta forma ele tentou criar para sua plateia uma “Zona de Sensibilidade Pictórica Imaterial”.
Ao contrário de representar objetos de um modo subjetivo e artístico, Klein quis que seus temas fossem representados por suas impressões: a imagem de suas ausências. O trabalho de Klein reporta-se intensamente a um contexto teórico e de história da arte, mas também metafísico e filosófico, e em seu trabalho ele visou combinar estes contextos. Ele tentou fazer sua audiência experimentar um estado em que uma ideia poderia ser simultaneamente “sentida” e “entendida”.